# Olympische Sommerspiele 1972/Ringen – Freistil Leichtgewicht (Männer)
Das Freistilringen der Männer in der Klasse bis 68 kg bei den Olympischen Sommerspielen 1972 wurde vom 27. bis 31. August in der Ringer-Judo-Halle auf dem Messegelände Theresienhöhe ausgetragen.

## Wettkampfformat
Die Kampfzeit war auf drei Mal drei Minuten beschränkt. Ein Ringer blieb solange im Turnier, bis er mit sechs Minuspunkten belastet war. Sobald nur noch zwei oder drei Athleten übrig waren, wurde eine Finalrunde um die Medaillen ausgetragen.
Minuspunkte wurden wie folgt verteilt:
- 0,5: Sieg durch technische Überlegenheit
- 1: Sieg nach Punkten
- 2: Unentschieden
- 2,5: Unentschieden, Passivität
- 3: Niederlage nach Punkten
- 3,5: Niederlage durch technische Überlegenheit des Gegners
- 4:  Niederlage durch Schultersieg des Gegners, Passivität, Verletzung

## Ergebnisse
Legende
- MPG — Minuspunkte Gesamt
- MPK — Minuspunkte in diesem Kampf

### Runde 1
| MPG | MPK |                    | Zeit |                         | MPK | MPG |
| --- | --- | ------------------ | ---- | ----------------------- | --- | --- |
| 1   | 1   | Ali Şahin          |      | Eliezer Halfin          | 3   | 3   |
| 3   | 3   | Jagrup Singh       |      | Tsedendambyn Natsagdorj | 1   | 1   |
| 3   | 3   | Ismail Juszeinow   |      | Ruslan Aschuralijew     | 1   | 1   |
| 3,5 | 3,5 | Segundo Olmedo     |      | Abdollah Movahed        | 0,5 | 0,5 |
| 1   | 1   | Eduardo Quintero   |      | Gabriel Ruz             | 3   | 3   |
| 3   | 3   | Josef Engel        |      | Petre Poalelungi        | 1   | 1   |
| 0   | 0   | Udo Schröder       | 1:08 | Arona Mané              | 4   | 4   |
| 0   | 0   | Stefanos Ioannidis | 2:47 | Georges Carbasse        | 4   | 4   |
| 4   | 4   | Safer Sali         | 7:35 | Dan Gable               | 0   | 0   |
| 4   | 4   | Ronald Ouellet     | 8:58 | Klaus Rost              | 0   | 0   |
| 3,5 | 3,5 | André Chardonnens  |      | Włodzimierz Cieślak     | 0,5 | 0,5 |
| 4   | 4   | Joseph Gilligan    | 7:36 | Kikuo Wada              | 0   | 0   |
| 0   |     | József Rusznyák    |      | Freilos                 |     |     |

### Runde 2
| MPG | MPK |                         | Zeit |                    | MPK | MPG |
| --- | --- | ----------------------- | ---- | ------------------ | --- | --- |
| 3   | 3   | József Rusznyák         |      | Ali Şahin          | 1   | 2   |
| 4   | 1   | Eliezer Halfin          |      | Jagrup Singh       | 3   | 6   |
| 4   | 3   | Tsedendambyn Natsagdorj |      | Ismail Juszeinow   | 1   | 4   |
| 1,5 | 0,5 | Ruslan Aschuralijew     |      | Segundo Olmedo     | 3,5 | 7   |
| 5   | 4   | Eduardo Quintero        | 5:45 | Josef Engel        | 0   | 3   |
| 7   | 4   | Gabriel Ruz             | 5:31 | Petre Poalelungi   | 0   | 1   |
| 3   | 3   | Udo Schröder            |      | Stefanos Ioannidis | 1   | 1   |
| 8   | 4   | Arona Mané              | 1:50 | Georges Carbasse   | 0   | 4   |
| 7   | 3   | Safer Sali              |      | Ronald Ouellet     | 1   | 5   |
| 0,5 | 0,5 | Dan Gable               |      | Klaus Rost         | 3,5 | 3,5 |
| 6,5 | 3   | André Chardonnens       |      | Joseph Gilligan    | 1   | 5   |
| 3,5 | 3   | Włodzimierz Cieślak     |      | Kikuo Wada         | 1   | 1   |
| 0,5 |     | Abdollah Movahed        |      | DNS                |     |     |

### Runde 3
| MPG | MPK |                     | Zeit |                         | MPK | MPG |
| --- | --- | ------------------- | ---- | ----------------------- | --- | --- |
| 3   | 0   | József Rusznyák     | 4:50 | Eliezer Halfin          | 4   | 8   |
| 5   | 3   | Ali Şahin           |      | Tsedendambyn Natsagdorj | 1   | 5   |
| 4   | 0   | Ismail Juszeinow    | 3:27 | Eduardo Quintero        | 4   | 9   |
| 1,5 | 0   | Ruslan Aschuralijew | 7:37 | Josef Engel             | 4   | 7   |
| 3   | 2   | Petre Poalelungi    |      | Udo Schröder            | 2   | 5   |
| 5   | 4   | Stefanos Ioannidis  | 4:03 | Dan Gable               | 0   | 0,5 |
| 4   | 0   | Georges Carbasse    | 4:53 | Ronald Ouellet          | 4   | 9   |
| 7   | 3,5 | Klaus Rost          |      | Kikuo Wada              | 0,5 | 1,5 |
| 3,5 | 0   | Włodzimierz Cieślak | 7:29 | Joseph Gilligan         | 4   | 9   |

### Runde 4
| MPG | MPK |                     | Zeit |                         | MPK | MPG |
| --- | --- | ------------------- | ---- | ----------------------- | --- | --- |
| 7   | 4   | József Rusznyák     | 4:42 | Tsedendambyn Natsagdorj | 0   | 5   |
| 5   | 0   | Ali Şahin           | 8:26 | Ismail Juszeinow        | 4   | 8   |
| 1,5 | 0   | Ruslan Aschuralijew | 2:23 | Petre Poalelungi        | 4   | 7   |
| 5   | 0   | Udo Schröder        | 2:17 | Georges Carbasse        | 4   | 8   |
| 8   | 3   | Stefanos Ioannidis  |      | Włodzimierz Cieślak     | 1   | 4,5 |
| 1,5 | 1   | Dan Gable           |      | Kikuo Wada              | 3   | 4,5 |

### Runde 5
| MPG | MPK |                         | Zeit |                     | MPK | MPG |
| --- | --- | ----------------------- | ---- | ------------------- | --- | --- |
| 6   | 1   | Ali Şahin               |      | Ruslan Aschuralijew | 3   | 4,5 |
| 6   | 1   | Tsedendambyn Natsagdorj |      | Udo Schröder        | 3   | 8   |
| 1,5 | 0   | Dan Gable               | 4:13 | Włodzimierz Cieślak | 4   | 8,5 |
| 4,5 |     | Kikuo Wada              |      | Freilos             |     |     |

### Finalrunde
Ergebnisse aus den vorherigen Runden wurden übernommen (hell hinterlegt).
| MPG | MPK |            | Zeit |                     | MPK | MPG |
| --- | --- | ---------- | ---- | ------------------- | --- | --- |
|     | 1   | Dan Gable  |      | Kikuo Wada          | 3   |     |
| 4   | 1   | Kikuo Wada |      | Ruslan Aschuralijew | 3   |     |
| 2   | 1   | Dan Gable  |      | Ruslan Aschuralijew | 3   | 6   |